# Вахабов, Мавлян Гаффарович
Мавлян Гаффарович Вахабов (1908—1991) — советский таджикский,узбекистанский хозяйственный, государственный и политический деятель, историк.

## Биография
Родился в 1909 году в городе Токмак. Член КПСС с 1941 года.
С 1929 года — на хозяйственной, общественной и политической работе. В 1929—1988 годах — преподаватель, заместитель директора Самаркадского вечернего пединститута, декан, заведующий сектором агитации ЦК КП Узбекистана, секретарь Ташкентского обкома КП(б)Уз, секретарь ЦК КП(б) Узбекистана, заместитель Председателя Совета Министров Узбекской ССР, заведующий отделом Института истории и археологии АН Узбекской ССР, заместитель директора Ташкентской ВПШ, главный редактор журнала «Узбекистон Комунисти», директор Института истории партии при ЦК КП Узбекистана, директор Ташкентской ВПШ.
Избирался депутатом Верховного Совета СССР 3-го созыва, Верховного Совета Узбекской ССР 2-го, 6-го и 8-го созывов.

## М. Вахабов как историк
М. Вахабов был автором фундаментальной монографии, посвященной истории узбекской нации.
В 1949 году на апрельской сессии отделения гуманитарных наук Академии наук Узбекской ССР, посвященной вопросам борьбы с буржуазным космополитизмом выступил секретарь ЦК КП(б) Узбекистана Вахабов, указав, на наличие серьезных ошибок в книге Б. Гафурова «История таджикского народа».
Вахабов в 1987 году выступил с резко отрицательной характеристикой личности Тимура и Тимуридов в истории Средней Азии
Умер в Ташкенте в 1991 году.